# Edward Berger

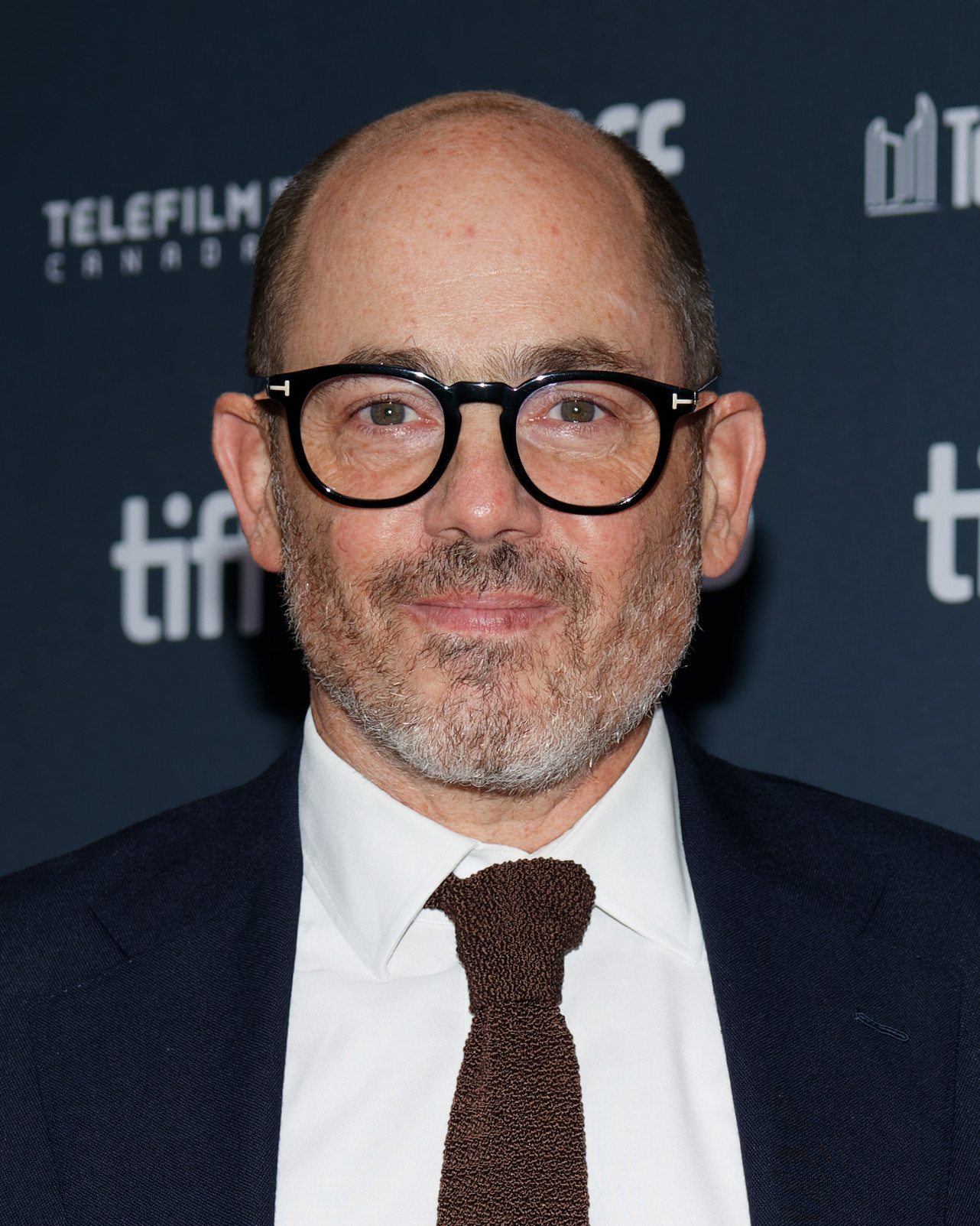
Edward Berger beim TIFF 2024

Edward Berger (* 25. Juni 1970 in Wolfsburg, Deutschland) ist ein österreichisch-schweizerischer Filmregisseur und Drehbuchautor.  Sein Spielfilm Im Westen Nichts Neues wurde 2023 mit vier Oscars ausgezeichnet, unter anderem für den Besten Internationalen Film.

## Leben und Wirken
Edward Berger absolvierte sein Abitur am Theodor-Heuss-Gymnasium in Wolfsburg. Er besuchte von 1990 bis 1991 die Hochschule für Bildende Künste Braunschweig als Gasthörer und wechselte anschließend an die Tisch School of the Arts der New York University, wo er sein Regiestudium 1994 abschloss. Dort realisierte er mehrere Kurzfilme, die auf zahlreichen internationalen Festivals gezeigt wurden. Erste Berufserfahrung sammelte er anschließend beim amerikanischen Independent-Produzenten Good Machine, u. a. bei Filmen von Ang Lee und Todd Haynes. Zudem war Edward Berger als Gastdozent tätig. So hielt er Vorlesungen und Workshops an der New Yorker Columbia University, an der Universität der Künste Berlin sowie an der HFF Potsdam.
Bergers erste Spielfilmregie nach eigenem Buch führte er bei Gomez. Auch bei mehreren Folgen der Fernsehserie KDD – Kriminaldauerdienst war er als Autor und Regisseur tätig. Neben weiteren Fernsehproduktionen, für die Edward Berger meistens die Drehbücher schrieb, hat er auch bei Werbefilmen Regie geführt. 2012 wurde sein Film Ein guter Sommer mit dem Grimme-Preis prämiert. Sein Kinofilm Jack wurde in den Wettbewerb der Berlinale 2014 eingeladen und 2015 mit dem Deutschen Filmpreis in Silber für den Besten Spielfilm ausgezeichnet. Ab August 2014 drehte er die ersten fünf Folgen der achtteiligen Fernsehserie Deutschland 83 für UFA Fiction, die 2015 auf den Internationalen Filmfestspielen Berlin im Berlinale Special ihre Premiere feierte.
Im Jahr 2018 entstanden von ihm drei Episoden der Serie The Terror sowie die fünfteilige englischsprachige Miniserie Patrick Melrose. Für seine Inszenierung bei Patrick Melrose wurde er für einen Primetime Emmy in der Kategorie Beste Regie für eine Miniserie, einen Fernsehfilm oder ein Special nominiert. Weiterhin gewann er einen BAFTA für die Beste Limited Series.
Sein Kinofilm All My Loving feierte seine Premiere am 9. Februar 2019 in der Sektion Panorama der Berlinale. Der Film wurde in mehreren Kategorien in die Vorauswahl zum Deutschen Filmpreis 2019 nachnominiert.
Im Jahr 2022 schuf er mit Im Westen nichts Neues eine Neuverfilmung des gleichnamigen Romans von Erich Maria Remarque. Das Werk wurde Anfang 2023 für insgesamt neun Oscars nominiert, u. a. als Bester Internationaler Film sowie als erster deutscher Film überhaupt in der Kategorie Bester Film. Berger selbst erhielt eine Nominierung als Co-Autor des Drehbuchs. Die Netflix-Produktion wurde bei der 95. Verleihung der Academy Awards mit insgesamt vier Oscars ausgezeichnet, für die beste Kamera (James Friend), das beste Szenenbild (Christian Goldbeck und Ernestine Hipper), die beste Filmmusik (Volker Bertelmann) und als bester internationaler Film. Es war das vierte Mal in der Geschichte der Oscars, dass eine Produktion aus Deutschland in letzterer Kategorie ausgezeichnet wurde. Weiterhin erhielt Bergers Film 7 BAFTAs, u. a. für die Beste Regie, das Beste Adaptierte Drehbuch, den Besten Internationalen Film und den Besten Film und wurde somit zum meistausgezeichneten internationalen Film aller Zeiten. Ende Juni 2023 wurde Berger Mitglied der Academy of Motion Picture Arts and Sciences.
Im Jahr 2024 inszenierte Berger den Thriller Konklave mit Ralph Fiennes, Stanley Tucci, John Lithgow und Isabella Rossellini. Die Verfilmung nach dem gleichnamigen Roman von Robert Harris wurde 2025 für sechs Golden Globe Awards nominiert, darunter Berger für die beste Regie. Bei den 2025 BAFTAS war der Film für 12 Kategorien nominiert und erhielt 4 Auszeichnungen, inklusive Bester Film. Weiters wurde der Film für insgesamt 8 Oscars nominiert und erhielt die Auszeichnung für das beste adaptierte Drehbuch.
Berger ist mit der Schauspielerin Nele Mueller-Stöfen verheiratet und lebt mit ihr und deren zwei Kindern in Berlin.

## Filmografie (Auswahl)
Kinofilme
- 1998: Gomez – Kopf oder Zahl (Drehbuch und Regie)
- 2001: Frau2 sucht HappyEnd (Drehbuch und Regie)
- 2014: Jack (Drehbuch und Regie)
- 2019: All My Loving (Drehbuch und Regie)
- 2022: Im Westen nichts Neues (Drehbuch und Regie)
- 2024: Konklave (Conclave, Regie)

Fernsehfilme und -serien
- 2001, 2002: Schimanski (Krimireihe; Regie)
  - 2001:  Kinder der Hölle
  - 2002:  Asyl
- 2004: Bloch (Fernsehreihe; Regie bei der Folge Schwestern)
- 2005, 2006: Unter Verdacht (Fernsehreihe; Buch bei zwei Folgen und Regie bei einer Folge)
- 2006: Tatort (Krimireihe; Regie bei der Folge Das letzte Rennen)
- 2007: Windland (Fernsehfilm; Regie)
- 2008: KDD – Kriminaldauerdienst (Krimiserie; Regie bei drei Folgen und Buch bei zwei Folgen)
- 2010: Polizeiruf 110 (Krimireihe; Buch und Regie der Folge Aquarius)
- 2011: Ein guter Sommer (Fernsehfilm, Drehbuch und Regie)
- 2012: Mutter muss weg (Fernsehfilm; Regie)
- 2013: Tatort (Krimireihe; Regie bei der Folge Wer das Schweigen bricht)
- 2015: Deutschland 83 (Fernsehserie, Regie bei fünf Folgen)
- 2018: The Terror (Fernsehserie, Regie bei drei Folgen)
- 2018: Patrick Melrose (Miniserie, Regie bei allen Folgen)
- 2020–2021: Your Honor (Fernsehserie, Regie bei drei Folgen)

## Auszeichnungen
- 1998: Gewinner des Filmpreises der Stadt Lünen auf dem Kinofest Lünen für Gomez – Kopf oder Zahl
- 2000: Variety Award „Ten European Directors To Watch“ für Frau2 sucht HappyEnd
- 2003: Nominierung für den Adolf-Grimme-Preis für die Folge Asyl der Krimireihe Schimanski
- 2004: Nominierung für den International Emmy Award für die Folge Asyl der Krimireihe Schimanski
- 2012: Adolf-Grimme-Preis für Ein guter Sommer
- 2013: Nominierung für den Adolf-Grimme-Preis für Mutter muss weg
- 2013: Nominierung für den Hamburger Krimipreis für Mutter muss weg
- 2014: Publikumspreis beim Filmkunstfest Mecklenburg-Vorpommern in Schwerin für Jack
- 2014: Publikumspreis beim Festival des deutschen Films in Ludwigshafen für Jack
- 2014: Preis für das Beste Drehbuch beim Fünf-Seen-Filmfestival in Starnberg für Jack
- 2014: Filmfest Lünen, Schülerfilmpreis 10+, Jack
- 2014: Deutscher Regiepreis Metropolis für besten Kinofilm Jack
- 2014: VGF-Nachwuchsproduzentenpreis für Jack
- 2015: TV-Festival Séries Mania Paris, Best World Drama, Deutschland 83
- 2015: European Youth Film Festival of Flanders, Best Feature Film, Jack
- 2015: Jasmine International Film Festival Iran, Best Film & Best Director Jack
- 2015: Nominierung für den Deutschen Filmpreis Lola in den Kategorien Bestes Drehbuch, Beste Regie und Bester Spielfilm für Jack
- 2015: Deutscher Filmpreis in Silber für Bester Spielfilm für Jack
- 2015: Deutscher Regiepreis Metropolis für beste Serie Deutschland 83
- 2015: Stipendiat der Villa Aurora[12]
- 2018: Nominierung für den Primetime Emmy in der Kategorie Beste Miniserie sowie Beste Regie für Patrick Melrose
- 2019: BAFTA für Beste Miniserie für Patrick Melrose
- 2022: National Board of Review Award:  Bestes adaptiertes Drehbuch für Im Westen nichts Neues[13]
- 2023: BAFTAs für Im Westen nichts Neues in den Kategorien:[14]
  - Bester fremdsprachiger Film
  - Beste Regie
  - Bestes adaptiertes Drehbuch
- 2023: Oscar für den Besten Internationalen Film
- 2023: Eintragung im Goldenen Buch der Stadt Wolfsburg[15]
- 2025: Nominierung für den Golden Globe in der Kategorie Beste Regie für Konklave
- 2025: BAFTA Nominierung in Beste Regie für Konklave